# Giám sát hàng loạt
Giám sát hàng loạt là việc giám sát của toàn bộ hoặc một phần đáng kể của dân để giám sát nhóm công dân đó. Việc giám sát thường được thực hiện bởi chính quyền địa phương và liên bang hoặc các tổ chức chính phủ, chẳng hạn như các tổ chức như NSA và FBI, nhưng nó cũng có thể được thực hiện bởi các công ty (thay mặt chính phủ hoặc theo sáng kiến của chính họ). Tùy thuộc vào luật pháp và hệ thống tư pháp của mỗi quốc gia, tính hợp pháp và sự cho phép cần thiết để tham gia giám sát hàng loạt khác nhau. Đây là đặc điểm phân biệt rõ ràng nhất của chế độ toàn trị. Nó cũng thường được phân biệt với giám sát mục tiêu.
Giám sát hàng loạt thường được coi là cần thiết để chống khủng bố, ngăn chặn tội phạm và bất ổn xã hội, bảo vệ an ninh quốc gia và kiểm soát dân số. Ngược lại, giám sát hàng loạt thường bị chỉ trích vì vi phạm quyền riêng tư, hạn chế các quyền và tự do dân sự và chính trị, và là bất hợp pháp theo một số hệ thống pháp lý hoặc hiến pháp. Một chỉ trích khác là việc tăng cường giám sát hàng loạt có thể dẫn đến sự phát triển của một quốc gia chuyên giám sát hoặc một nhà nước cảnh sát điện tử nơi quyền tự do dân sự bị xâm phạm hoặc bất đồng chính trị bị phá hoại bởi các chương trình giống như COINTELPRO. Một nhà nước như vậy có thể được gọi là một nhà nước toàn trị. 
Vào năm 2013, thực tiễn giám sát hàng loạt của các chính phủ trên thế giới  đã bị đặt câu hỏi sau khi tiết lộ việc giám sát toàn cầu năm 2013 của Edward Snowden. Báo cáo dựa trên các tài liệu Snowden bị rò rỉ cho các cơ quan truyền thông khác nhau đã gây ra một cuộc tranh luận về quyền tự do dân sự và quyền riêng tư trong Thời đại Số. Giám sát hàng loạt được coi là một vấn đề toàn cầu.

## Theo quốc gia
Khảo sát năm 2007 của Privacy International, bao gồm 47 quốc gia, chỉ ra rằng đã có sự gia tăng giám sát và giảm hiệu suất của các biện pháp bảo vệ quyền riêng tư, so với năm trước. Cân bằng các yếu tố này, tám quốc gia được đánh giá là "xã hội giám sát đặc hữu". Trong số tám quốc gia này, Trung Quốc, Malaysia và Nga đạt điểm thấp nhất, tiếp theo là Singapore và Vương quốc Anh, sau đó là Đài Loan, Thái Lan và Hoa Kỳ. Thứ hạng tốt nhất được trao cho Hy Lạp, được đánh giá là có 'biện pháp bảo vệ đầy đủ chống lại lạm dụng'.